# Катериновка (Белопольский район)
Катериновка (укр. Катеринівка) — село,
Павловский сельский совет,
Белопольский район,
Сумская область,
Украина.
Код КОАТУУ — 5920686603. Население по переписи 2001 года составляло 117 человек .

## Географическое положение
Село Катериновка находится на расстоянии в 1 км от левого берега реки Павловка,
выше по течению на расстоянии в 2 км расположено село Макеевка,
ниже по течению на расстоянии в 1 км и на противоположном берегу расположено село Павловка.
По селу протекает пересыхающий ручей с запрудами.